# Grattage

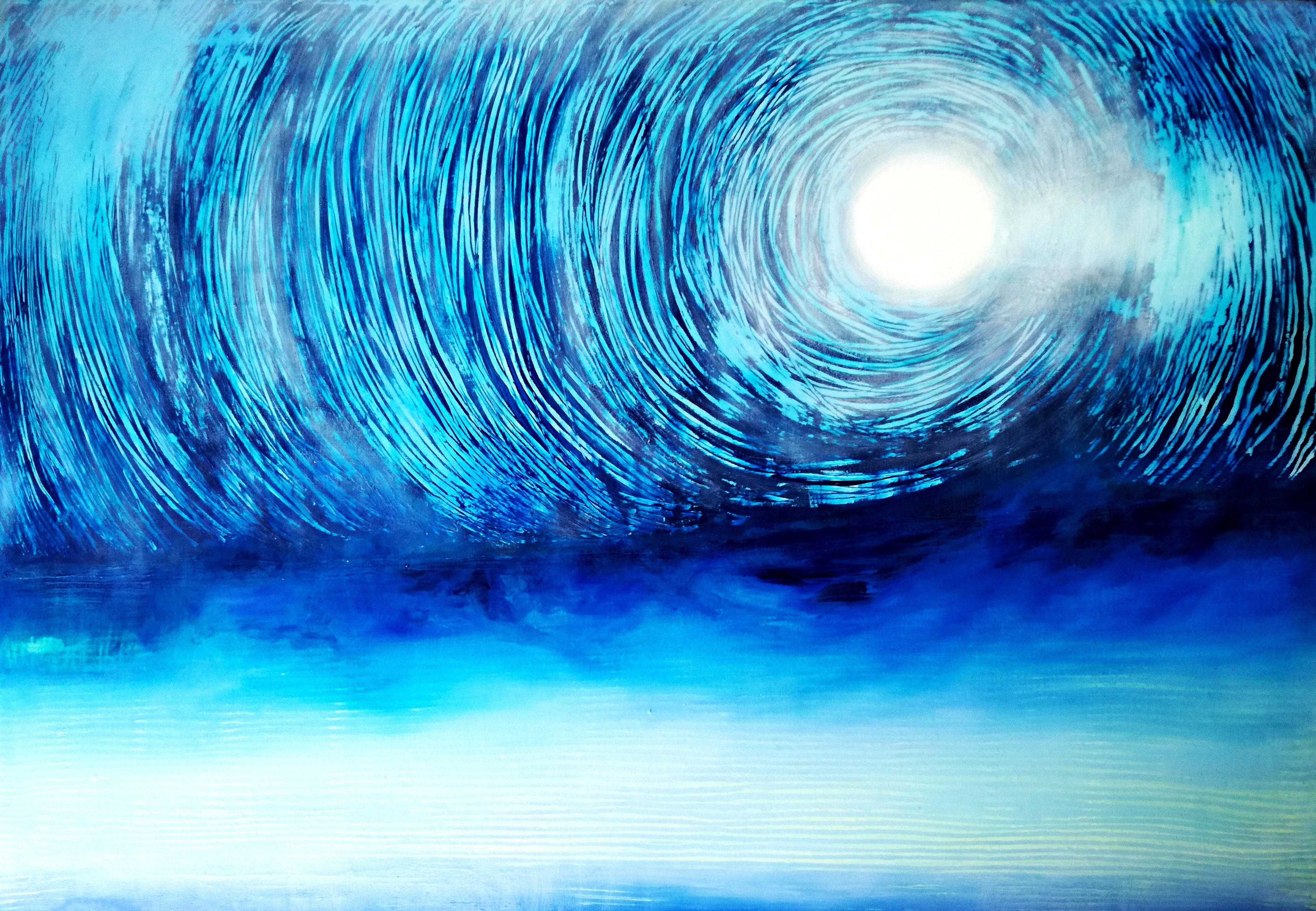
Grattage

Grattage ("raspado" en lengua francesa) es una técnica de la pintura surrealista en la que la pintura se desprende de la tela mediante desgarrones (por lo general una vez seca), creando una especial textura con efecto de relieve o tercera dimensión. Fue empleada por Max Ernst y Joan Miró, y más tarde por el informalismo, especialmente por Antoni Tàpies.
Max Ernst redescubrió la técnica de frottage (basada en el principio del roce); En 1927, él transpuso esta técnica de dibujo - generalmente aplicada al papel - a la pintura al óleo, dando lugar al proceso de grattage. El grattage permitió a Max Ernst liberar las fuerzas creativas ricas en sugerencias y evocaciones, menos teóricas y más inconscientes y espontáneas.
Esta técnica fue refinada por el artista Hans Hartung; a través de este proceso, llega a la sublimación de sus gestos pictóricos típicos, creando un nuevo alfabeto de signos basado en herramientas puntiagudas, pinceles y rodillos adecuadamente modificados.
Para esta técnica de pintura, además del uso de pinceles y espátulas, se utilizan nuevas herramientas, experimentando con objetos cotidianos, como esponjas, cepillos de acero, tacones de aguja, escalpelos, puntas, cuchillas de afeitar y pequeños bloques de metal.